# ستيوارت برايتويل
ستيوارت برايتويل (بالإنجليزية: Stuart Brightwell)‏ هو لاعب كرة قدم بريطاني في مركز الوسط، ولد في 31 يناير 1979 في Easington, County Durham ‏ في المملكة المتحدة. لعب مع مانشستر يونايتد ونادي شمال كارولاينا ونادي هارتلبول يونايتد.

## وصلات خارجية
- ستيوارت برايتويل على موقع قاعدة بيانات كرة القدم.إي يو (الإنجليزية)
- ستيوارت برايتويل على موقع Soccerbase.com (لاعب) (الإنجليزية)